# Barrage Vauban
Le barrage Vauban, aussi appelé « Grande Écluse de fortification », est un pont-écluse classé monument historique situé à Strasbourg. On lui a donné d'autres noms au cours de l'histoire : écluse aux farines, pont-casemate.

## Histoire

Plan de la citadelle de Strasbourg. Légende : 110 (Grande Écluse).

Le barrage est construit de 1681 à 1688 par l'ingénieur français Tarade sur les plans de Vauban qui considère qu'à cet endroit, l'Ill qui entre dans le centre historique constitue un point faible des fortifications.
Face aux progrès de l’artillerie et des techniques de combat, les ponts couverts médiévaux qui surveillaient les accès fluviaux à Strasbourg, ne permettaient plus de défendre correctement le sud de la ville. On décida donc d’édifier, à une centaine mètres en amont, une nouvelle construction capable de faire face aux nouvelles contraintes de la guerre « moderne ».
Ce barrage, de type porte d'eau, fut utilisé lors du siège de Strasbourg en 1870, provoquant ainsi l'inondation des quartiers situés en amont.
Après 1870, les autorités allemandes font surélever le barrage d'un étage et le recouvrent de terre et de gazon. 
En 1966, la ville de Strasbourg aménage une terrasse panoramique sur le toit de l'édifice.
Le barrage Vauban fait l'objet d'une inscription au titre des monuments historiques depuis le 18 mai 1971.
En 2011, le barrage a fait l'objet d'une étude archéologique du bâti remarquable menée par le Pôle d'Archéologie Interdépartemental Rhénan sous la direction de Maxime Werlé couplé à une étude des documents d'archives.

## Fonction
Baptisé « la Grande Écluse », le barrage était censé, en cas d’attaque, en obstruant ses arches par fermeture des vannes, faire monter le niveau de la rivière l’Ill et inonder tous les terrains situés au sud de la cité, et donc les rendre infranchissables par l’ennemi.
Constituées principalement de champs et de vergers, ces zones, une fois noyées, devenaient de véritables marécages dans lesquels étaient censées s’embourber les troupes ennemies.

## Structure

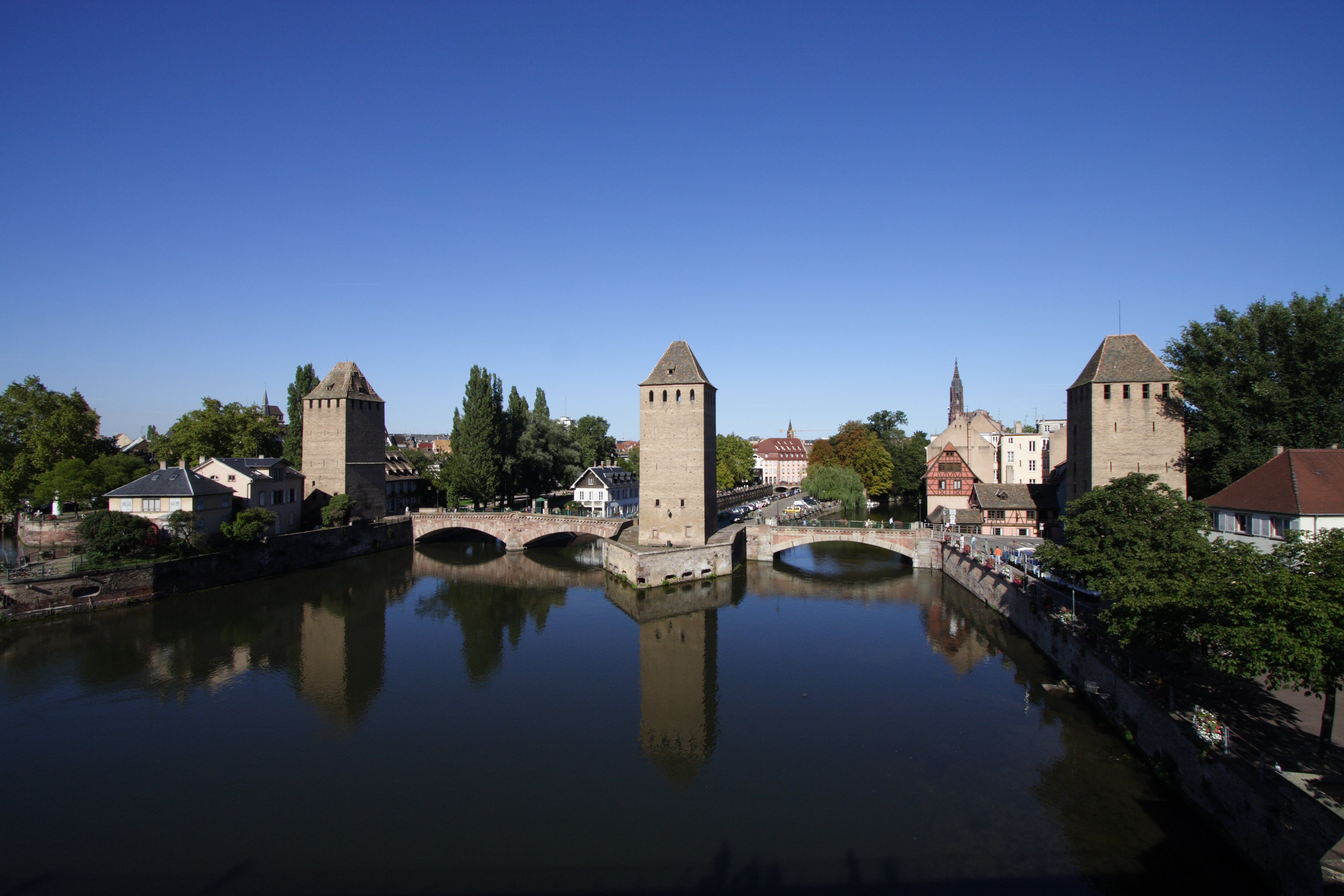
Les ponts couverts, vus depuis la terrasse du barrage Vauban.

Cet édifice compte treize arches équipées de vannes capables de se fermer hermétiquement par des panneaux de fer mobiles qui permettaient de contrôler l'inondation du front sud de la ville et, le cas échéant, de le rendre impraticable aux assaillants. Elles sont munies de herses qui empêchaient le passage des embarcations, celles des trois arches marinières, plus hautes, étant relevées pour la navigation. En 1865, l'écluse est remaniée pour être à l'épreuve des bombes. La façade aval en pan de bois est maçonné, la toiture est comblée de terre pour absorber les impacts de boulets de canon. L'
L’édifice est parfois nommé « Passage Vauban » ou « Pont Vauban » car il s’agit également d’un couloir menant d’une rive à l’autre de l'Ill. Ce « passage » comporte trois ponts-levis.
Deux escaliers intérieurs et un ascenseur pour les personnes à mobilité réduite permettent l’accès du public sur le toit du barrage qui fait office de terrasse et offre une vue panoramique sur  les ponts couverts et la cathédrale.
Le « passage public », porte le nom de Georges Frankhauser (1888 - 1968), fondateur de l’Association des amis du Vieux Strasbourg. Dans ce passage sont exposés des statues et des moulages en plâtre des statues de la cathédrale. Des expositions temporaires s'y tiennent régulièrement comme la Biennale Internationale du Verre en 2013 et 2015.

## Emplacement

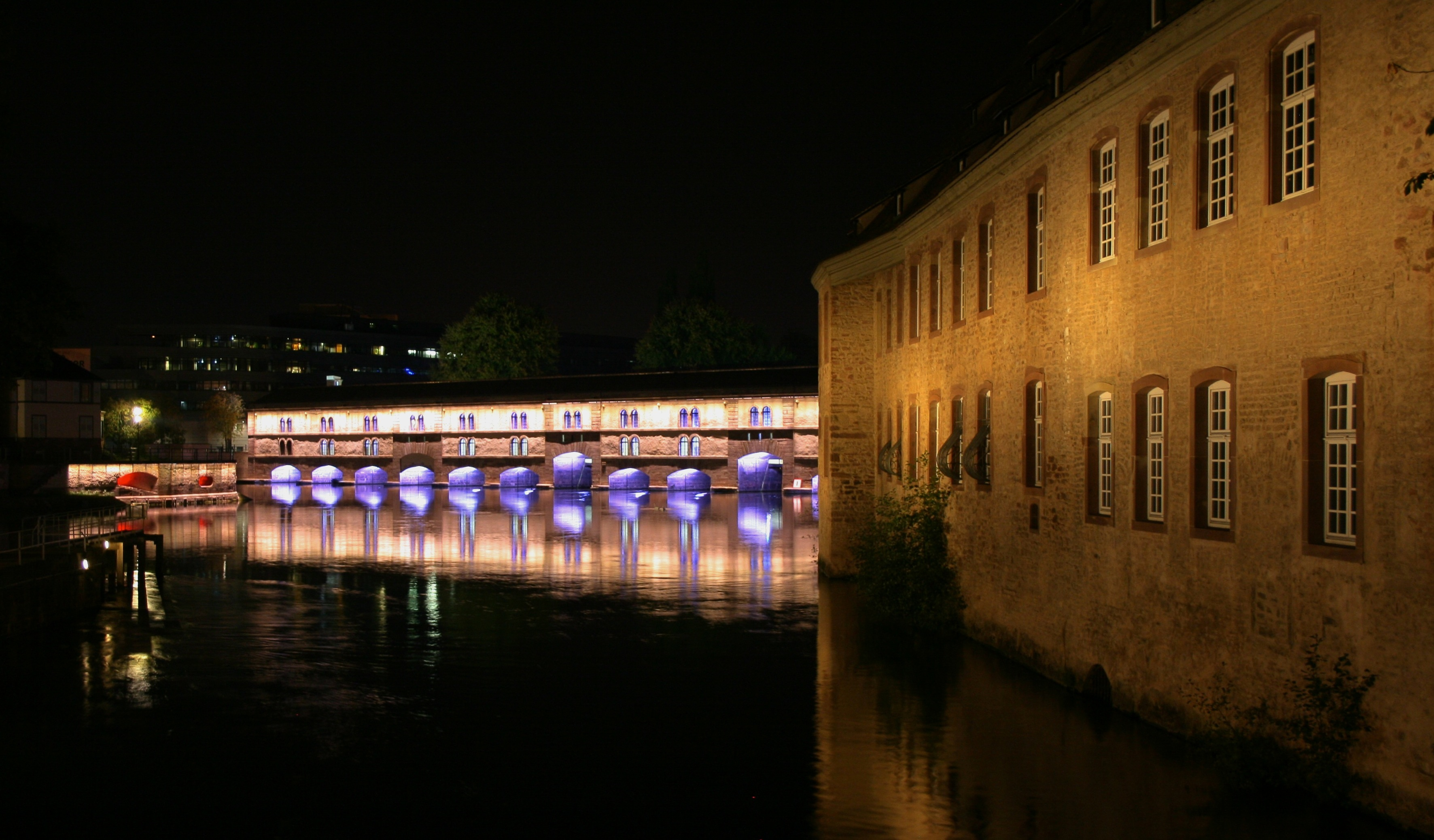
Le barrage Vauban avec à droite la Commanderie Saint-Jean.

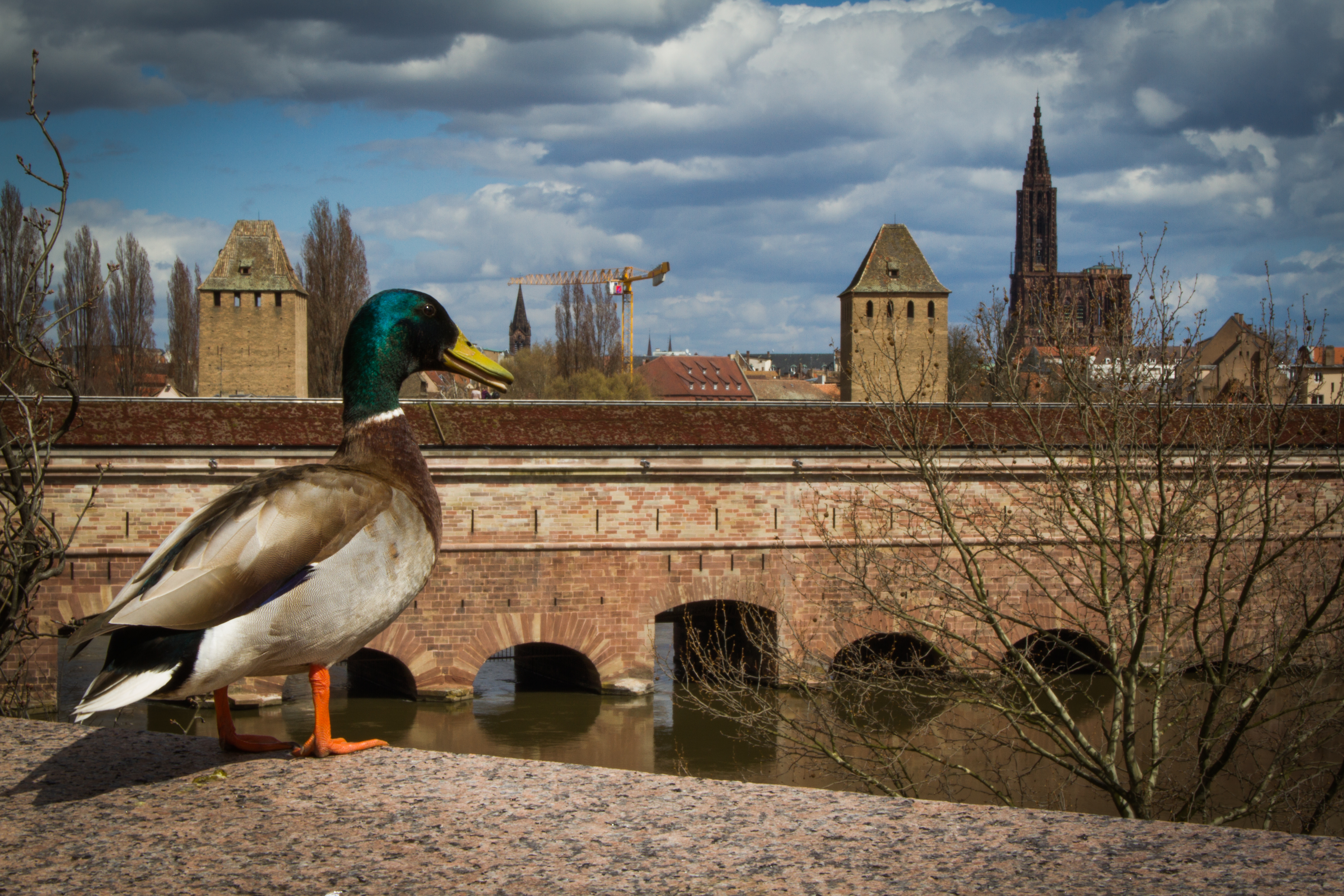
La façade amont du barrage, avec sa série de meurtrières qui permettaient de tier au fusil.

Le barrage enjambe l'Ill, en amont des ponts couverts et de la Petite France, reliant la place Jean-Arp à la place du Quartier-Blanc. Il reliait les fortifications — aujourd’hui disparues — de la ville.
Proches des deux extrémités du barrage se dressent l'hôtel de la collectivité européenne d'Alsace (côté place du Quartier-Blanc), le Musée d'Art moderne et contemporain de Strasbourg ainsi que la commanderie Saint-Jean qui abrite l’Institut national du service public (côté place Hans-Jean-Arp).
Sur les deux pointes situées devant les tours des ponts couverts, et en aval du barrage Vauban, on peut voir deux séries d’embrasures situées très près du niveau de l’eau ; il s'agit très certainement d’emplacements homologues aux batteries de rupture telles que l'on en trouve dans de nombreux ports de mer fortifiés, qui permettent de couler sur place des bateaux tentant d'investir la place.

## Restauration
Entre 2010 et 2012, des travaux de restauration, de mise en valeur et de mise en sécurité ont été réalisés par la Ville de Strasbourg. L'architecte en chef des monuments historiques, Christophe Bottineau, a assuré la maîtrise d'œuvre de cette opération. Celle-ci a entraîné la réfection complète de la terrasse et de l’étanchéité ; la création d’une toiture végétalisée remplaçant les talus de pleine terre existants ; la réfection de l’accès à la terrasse panoramique et son accessibilité aux personnes à mobilité réduite (mise en place de deux escaliers et d’un élévateur) ; la mise en sécurité et mise en propreté du niveau inférieur ; la restauration des façades, le remplacement des pierres altérées, le dessalement, le nettoyage et le jointoiement des parements.